# Sandie Jones
Sandie Jones (* 9. November 1951 in Dublin als Margaret Jones; † 19. September 2019 in Gunnison) war eine irische Schlagersängerin der 1970er Jahre.

## Leben und Wirken
Sie vertrat Irland beim Eurovision Song Contest 1972 in Edinburgh. Sie sang als einziger Teilnehmer überhaupt in der Geschichte des Wettbewerbs einen Titel in irischer Sprache: Der Schlager Ceol an Ghrá (dt.: Musik der Liebe) erreichte im Contest Platz 15, in den irischen Charts ging das Stück direkt auf Platz 1. 
Danach war sie einige Jahre in der Showbandszene aktiv und hatte ihre eigene Combo, die Sandie Jones Band.
In den 1980er Jahren verließ Jones Irland und ließ sich schließlich in den USA nieder.
Sandie Jones starb im September 2019 nach langer Krankheit im Alter von 68 Jahren.